# 18. siječnja u Drugom svjetskom ratu
Drugi svjetski rat po nadnevcima: 18. siječnja u Drugom svjetskom ratu.

### 1943.
- Pobuna Židova u varšavskom getu.